# Nereo Odchimar
Nereo Page Odchimar (Bacuag, 16 oktober 1940 – Davao City, 1 februari 2024) was een Filipijnse rooms-katholieke geestelijke. Odchimar was van 2001 tot 2018 de bisschop van het bisdom Tandag. Van juli 2009 tot december 2011 was Odchimar bovendien president van de Filipijnse bisschoppenconferentie.

## Biografie
Nereo Odchimar werd geboren op 16 oktober 1940 in Bacuag Filipijnse provincie Surigao del Norte. Hij voltooide een studie filosofie aan de Sacred Heart Seminary in Palo en theologie aan de San Carlos Seminary in Makati, waarna hij op 19 december 1964 tot priester werd gewijd. Van 1965 tot en met 1977 was hij actief als priester in het bisdom Surigao. Hij werkte er in parochies in San Agustin, Hinatuan en Mangagoy in Bislig in de provincie Surigao del Sur en in Mainit en Tubod in de provincie Surigao del Norte. Daarna volgde hij bachelor-studie Kerkelijk Recht aan de Central Seminary van de University of Santo Tomas, waar hij in 1982 magna cum laude afstudeerde. Een jaar later behaalde hij er, ook magna cum laude, zijn doctoraal-diploma Kerkelijk Recht. Daarnaast voltooide hij ook nog een master-opleiding Business Administration aan de De la Salle University in Manilla.
In het aartsbisdom Manilla was hij actief als priester in de parochies Santo Nino in Tondo, de San Roque-parochie in Alabang in Muntinlupa en als laatste in Most Holy Redeemer-parochie in Masambong in San Francisco del Monte in Quezon City. Daarnaast was hij naast zijn werk als priester in Quezon ook rechter van het National Appellate matrimonial Tribunal en vicarie van het Metropolitan Matrimonial Tribunal in Cagayan de Oro.
Op 61-jarige leeftijd werd hij benoemd tot bisschop van het bisdom Tandag. Op 11 juli 2009 werd Odchimar door de Filipijnse bisschoppen gekozen tot president van de Filipijnse bisschoppenconferentie. De functie bekleedde hij tot hij op 1 december 2011 werd afgelost door Jose Palma. Op 26 februari 2018 trad Odchimar af als bisschop van Tandag.
Odchimar overleed op 1 februari 2024 op 83-jarige leeftijd, na een lange strijd tegen diabetes en niercomplicaties.